# Great Wall Florid
Der Great Wall Florid ist ein Kleinwagen des chinesischen Herstellers Great Wall Motor. Das Fahrzeug orientiert sich optisch sehr stark an diversen Toyota-Modellen; insbesondere entsprechen die Front und das Armaturenbrett fast komplett dem Toyota Yaris. Neben dem normalen Florid gibt es eine Version mit Offroad-Optik als Florid Cross.
Der Florid wird auch in Südamerika, Südafrika und dem arabischen Raum angeboten.
Angetrieben wird der Florid wahlweise von einem 1,3-l-Motor mit 68 oder einem 1,5-l-Motor mit 77 kW. Bei allen Versionen sind ABS und zwei Airbags serienmäßig.